# 20e cérémonie des Chlotrudis Awards
La 20e cérémonie des Chlotrudis Awards, décernés par la Chlotrudis Society for Independent Film, a eu lieu le 16 mars 2014 et a récompensé les meilleurs films indépendants de l'année précédente.
Les nominations ont été annoncées le 25 janvier 2014.

## Palmarès

### Meilleur film
- Le Passé
  - The Act of Killing (Jagal)
  - Frances Ha
  - La Chasse (Jagten)
  - Paradis : Foi (Paradies: Glaube)
  - States of Grace (Short Term 12)

### Meilleur réalisateur
- Asghar Farhadi pour Le Passé
  - Noah Baumbach pour Frances Ha
  - Sarah Polley pour Stories We Tell
  - Ulrich Seidl pour Paradis : Foi (Paradies: Glaube)
  - Thomas Vinterberg pour La Chasse (Jagten)

### Meilleur acteur
- Mads Mikkelsen pour le rôle de Lucas dans La Chasse (Jagten)
  - Gael García Bernal pour le rôle de René Saavedra dans No
  - Toby Jones pour le rôle de Gilderoy dans Berberian Sound Studio
  - Daniel Radcliffe pour le rôle d'Allen Ginsberg dans Kill Your Darlings
  - Miles Teller pour le rôle de Sutter dans The Spectacular Now

### Meilleure actrice
- Brie Larson pour le rôle de Grace dans States of Grace (Short Term 12)
  - Greta Gerwig pour le rôle de Frances Halliday dans Frances Ha
  - Danai Gurira pour le rôle d'Adenike Balogun dans Mother of George
  - Rachel Mwanza pour le rôle de Komona dans Rebelle
  - Barbara Sukowa pour le rôle d'Hannah Arendt dans Hannah Arendt
  - Shailene Woodley pour le rôle d'Aimee dans The Spectacular Now

### Meilleur acteur dans un second rôle
- Jared Leto pour le rôle de Rayon dans Dallas Buyers Club
  - Richmond Arquette pour le rôle de Travis Holloway dans This Is Martin Bonner
  - Matthew McConaughey pour le rôle de Mud dans Mud : Sur les rives du Mississippi (Mud)
  - Tahar Rahim pour le rôle de Samir dans Le Passé
  - Sam Rockwell pour le rôle d'Owen dans Cet été-là (The Way, Way Back)
  - Ernst Umhauer pour le rôle de Claude Garcia dans Dans la maison

### Meilleure actrice dans un second rôle
- June Squibb pour le rôle de  Kate Grant dans Nebraska
  - Sally Hawkins pour le rôle de Ginger dans Blue Jasmine
  - Allison Janney pour le rôle de Betty dans Cet été-là (The Way, Way Back)
  - Janet McTeer pour le rôle de Mary McCarthy dans Hannah Arendt
  - Molly Parker pour le rôle de Donna Cantwell dans The Playroom

### Meilleure distribution
- Tandis que j'agonise (As I Lay Dying)
  - Beaucoup de bruit pour rien (Much Ado About Nothing)
  - Mud : Sur les rives du Mississippi (Mud)
  - States of Grace (Short Term 12)
  - Cet été-là (The Way, Way Back)

### Meilleur scénario original
- Le Passé – Asghar Farhadi
  - All About Albert (Enough Said) – Nicole Holofcener
  - Frances Ha – Noah Baumbach et Greta Gerwig
  - La Chasse (Jagten) – Thomas Vinterberg et Tobias Lindholm
  - States of Grace (Short Term 12) – Destin Cretton
  - Wrong – Quentin Dupieux

### Meilleur scénario adapté
- Tandis que j'agonise (As I Lay Dying) – James Franco et Matt Rager
  - John Dies at the End – Don Coscarelli
  - Philomena – Steve Coogan et Jeff Pope
  - Prince of Texas (Prince Avalanche) – David Gordon Green
  - The Spectacular Now – Scott Neustadter et Michael H. Weber

### Meilleurs décors
- Blancanieves – Alain Bainée
  - Renoir – Benoît Barouh
  - Berberian Sound Studio – Jennifer Kernke
  - No – Estefania Larrain
  - Mother of George – Lucio Seixas

### Meilleure photographie
- Mother of George – Bradford Young
  - La grande bellezza – Luca Bigazzi
  - Upstream Color – Shane Carruth
  - The Grandmaster (一代宗师) – Philippe Le Sourd
  - Nebraska – Phedon Papamichael

### Buried Treasure
- Alabama Monroe (The Broken Circle Breakdown)
  - Concussion
  - Laurence Anyways
  - The Painting
  - Wrong

### Meilleur film documentaire
- The Act of Killing (Jagal) de Joshua Oppenheimer •  Danemark /  Royaume-Uni /  Norvège
  - Twenty Feet from Stardom (20 Feet from Stardom) de Morgan Neville •  États-Unis
  - 56 Up de Michael Apted •  Royaume-Uni
  - The Punk Singer de Sini Anderson •  États-Unis
  - Stories We Tell de Sarah Polley •  Canada

## Special Awards

### Breakout Award
- Ahna O'Reilly

### Career So Far Award
- Dale Dickey
- Rebecca Jenkins